# 杜延年
杜延年（？—前52年），中国西漢南阳郡杜衍县（今河南省南阳市卧龙区一帶）人，麒麟阁十一功臣之一，京兆杜氏先祖之一。
其父杜周，曾任御史大夫。延年精通法律，以荫补军司空。汉昭帝元始四年（前83年），率南阳士卒平定益州蛮反叛，升谏大夫。杜延年見國家過份奢侈，向大將軍霍光進言：「年歲比不登，流民未盡還，宜修孝文時政，示以儉約寬和，順天心，說（同悅）民意，年歲宜應。」昭帝元鳳元年（前80年），桑弘羊為子弟求官不得，心懷怨望，暗中與上官桀父子、昭帝姐鄂邑蓋主、燕王劉旦合謀誅殺霍光，進而廢帝，立燕王。為延年所舉發，霍光盡誅上官桀與桑弘羊家族，劉旦、鄂邑长公主等自殺。因功封建平侯，为太仆、右曹、给事中。
汉宣帝地節四年（前66年）七月，霍禹等謀反被誅，杜延年因是霍氏舊吏而被免官。後任北地太守，“選用良吏，捕擊豪強，郡中清靜”，改任西河太守，政績卓著。甘露二年（前52年）以老病免，不久即死。著有《杜延年律章句》（小杜律）流于世。

## 後人
- 兒子：杜緩、杜繼、杜他、杜紹、杜钦、杜緒、杜熊。（《新唐書·宰相世系表二》）
- 孫子：杜業（颍邑公主之夫）
- 曾孫：杜度
- 玄孫：杜笃，於《後漢書·文苑列傳上》有傳[2]。